# كوينتون دي كوك
كوينتون دي كوك (مواليد 17 ديسمبر 1992)، لاعب كريكيت جنوب أفريقي وقائد سابق لفريق بروتياس في جميع الأشكال الثلاثة. يلعب حاليًا لجنوب إفريقيا في لعبة الكريكيت المحدودة، وTitans على المستوى المحلي، وLucknow Super Giants في الدوري الهندي الممتاز. حصل على لقب أفضل لاعب كريكيت لهذا العام في حفل توزيع جوائز الكريكيت بجنوب أفريقيا السنوي لعام 2017.